# Enzo Lattuca
Enzo Lattuca (Cesena, 9 febbraio 1988) è un politico italiano, sindaco di Cesena dal 2019 e Presidente della Provincia di Forlì-Cesena dal 2021.
Membro del Partito Democratico, è stato deputato della Repubblica Italiana durante la XVII legislatura.

## Biografia
Diplomatosi nel 2007 al Liceo scientifico "Augusto Righi" di Cesena, nel luglio 2012 ha conseguito la laurea magistrale in Giurisprudenza all'Università di Bologna discutendo una tesi in Diritto costituzionale dal titolo "I poteri del Presidente della Repubblica nella formazione, nelle crisi e nell'attività del Governo". Successivamente, nel 2017, ha conseguito - sempre presso l'Università di Bologna - il dottorato di ricerca in Diritto costituzionale, discutendo una tesi su "Il diritto parlamentare, studio della prassi della XVII Legislatura della Camera dei Deputati".

### Vita privata
Convive con Giorgia, è padre di due figli: Tommaso (2017) e Pietro (2019).

## Attività politica

### Gli inizi
Alle elezioni amministrative del 2009 viene eletto consigliere comunale Cesena ed inoltre, dal 2010, ricopre l'incarico di segretario comunale del Partito Democratico.
Nel dicembre 2012 è il candidato più votato alle primarie parlamentari del PD cesenate, conquistando 3.918 preferenze su 5.892 votanti.
Il 17 gennaio 2013 apre la campagna a Roma del segretario del Partito Democratico Pier Luigi Bersani, candidato premier alle elezioni politiche per la coalizione di centro-sinistra Italia. Bene Comune.

### Deputato alla Camera
Alle elezioni politiche del 2013 viene candidato alla Camera dei deputati, ed eletto tra le liste del Partito Democratico nella circoscrizione Emilia-Romagna.
È stato eletto deputato, diventando il più giovane parlamentare della XVII legislatura e di tutta la storia dell'Italia repubblicana, avendo compiuto 25 anni e 15 giorni al momento del voto (l'articolo 56, comma 3 della Costituzione italiana prevede infatti che "Sono eleggibili a deputati tutti gli elettori che nel giorno delle elezioni hanno compiuto i venticinque anni di età").
Il 15 marzo 2013, in occasione dell'elezione del Presidente della Camera dei deputati, ottiene sei voti al primo scrutinio, poi sette voti rispettivamente nel secondo e terzo scrutinio.
Il 17 aprile 2013, nella votazione al termine della riunione dei "grandi elettori" del PD, si astiene sulla proposta del segretario Bersani di candidare Franco Marini alla Presidenza della Repubblica. Successivamente, via Twitter, dichiara: «non ho condiviso la proposta di Bersani di ieri sera. Mi sono astenuto. Chi mi conosce sa che è come un NO».
Il 9 maggio 2013 annuncia le proprie dimissioni da consigliere comunale di Cesena, motivando tale decisione con le «difficoltà oggettive» derivanti dal mantenimento del duplice ruolo di parlamentare e di consigliere comunale, nonché dalla convinzione maturata circa l'inopportunità di chiedere una deroga al divieto di doppio incarico stabilito dallo statuto del PD.
Il 4 maggio 2015 è tra coloro che votato contro la nuova legge elettorale proposta dal PD e il suo segretario Matteo Renzi: l'Italicum, che viene approvata dalla Camera.
Non viene ricandidato per le elezioni politiche del 2018.

### Sindaco di Cesena e Presidente della Provincia

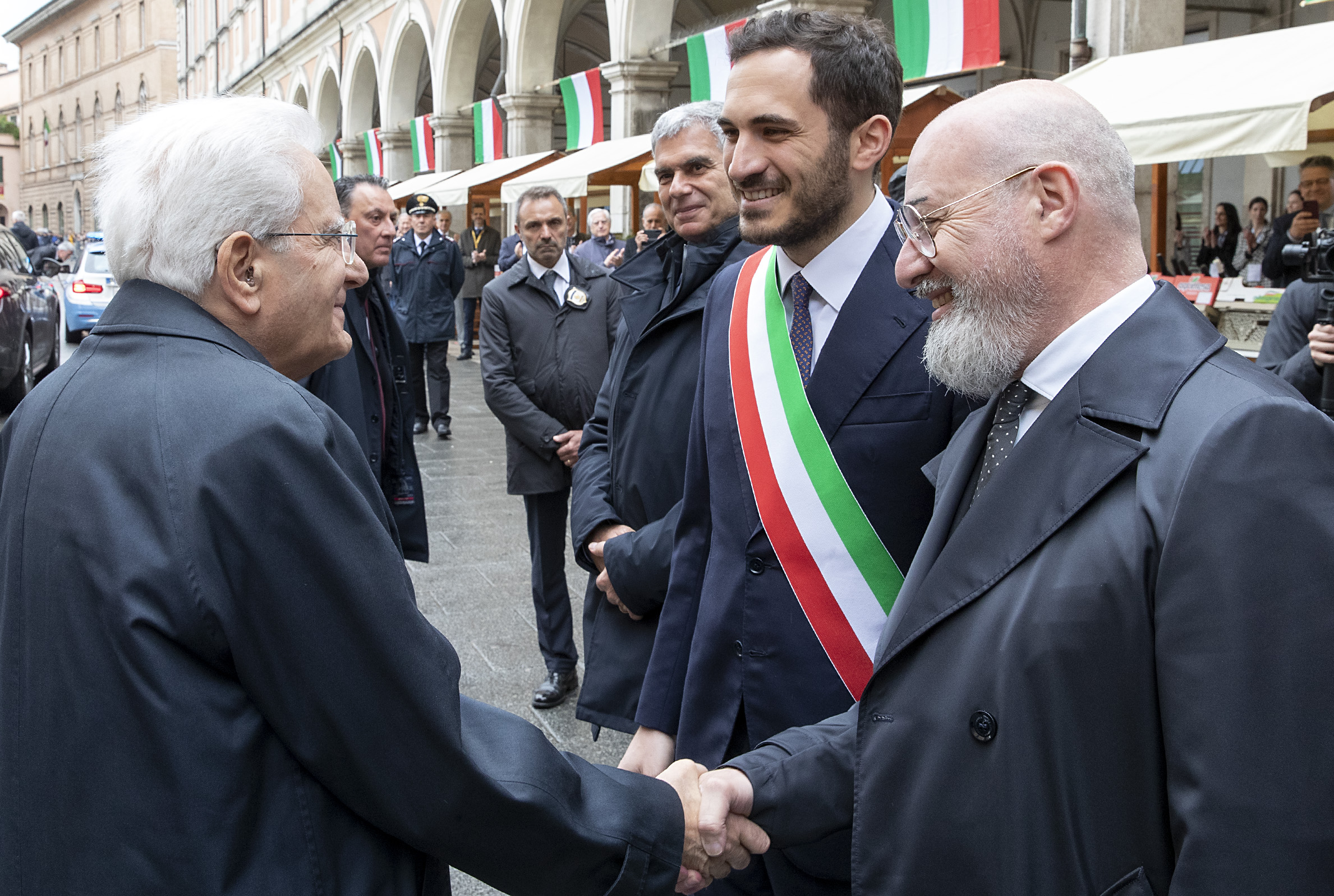
Lattuca col Presidente della Repubblica Sergio Mattarella e il Presidente della Regione Emilia-Romagna Stefano Bonaccini a Cesena (2023).

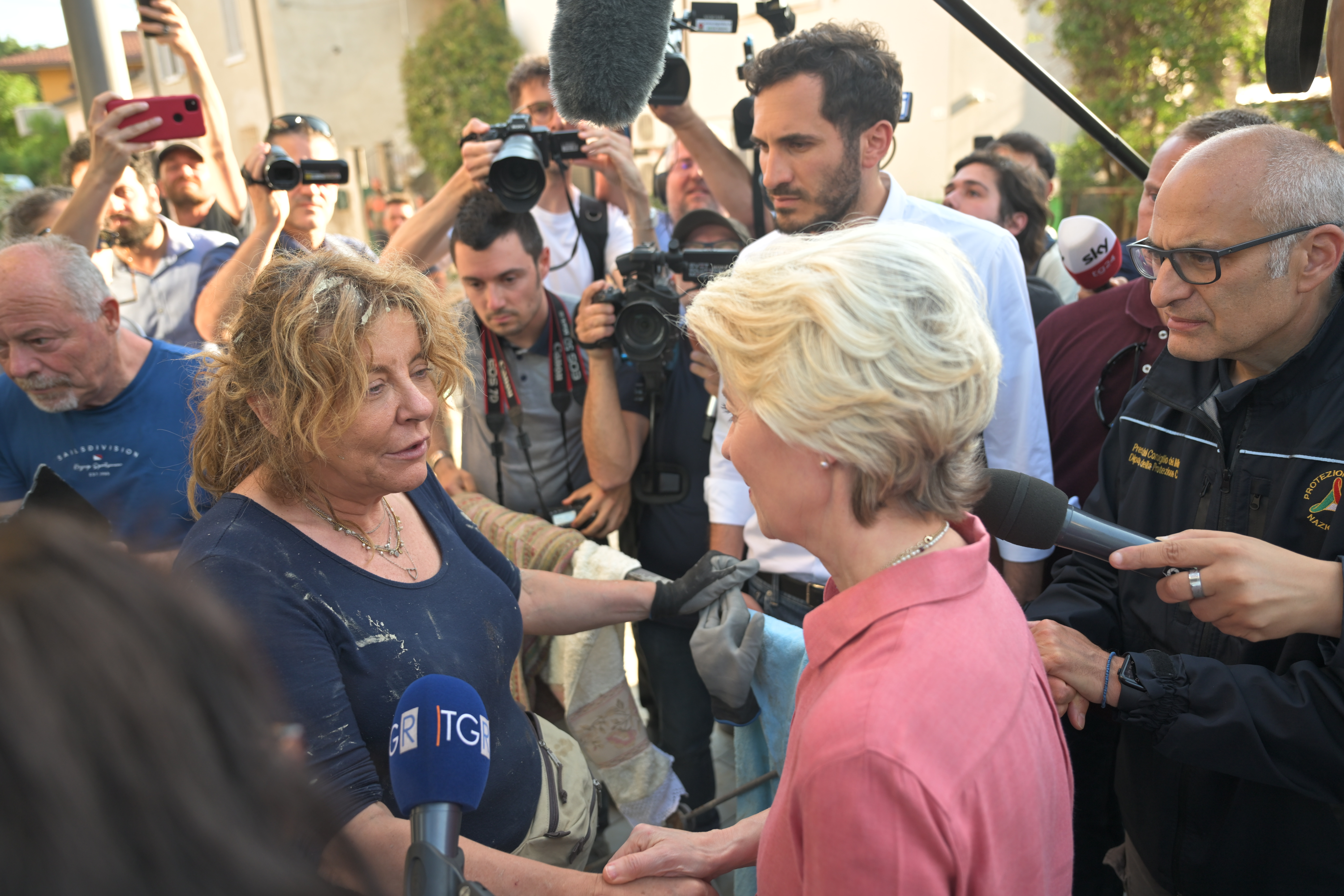
Enzo Lattuca con la presidente della Commissione Europea Ursula von der Leyen a Cesena nel 2023.

Alle elezioni amministrative del 2019 si candida a sindaco di Cesena, battendo al ballottaggio con il 55,74% di voti il candidato del centro-destra Andrea Rossi, e venendo eletto il 9 giugno 2019 primo cittadino di Cesena. In occasione della prima seduta del nuovo consiglio comunale, il 27 giugno 2019 presta giuramento come nuovo sindaco della città, succedendo a Paolo Lucchi.
Il 19 luglio 2019, in occasione della prima riunione del rinnovato Consiglio dell’Unione dei Comuni Valle Savio, è eletto Presidente dell'Unione dei Comuni Valle Savio.
Il 19 dicembre 2021, con 49.800 voti (più del 56% di preferenze), viene eletto Presidente della Provincia di Forlì-Cesena, succedendo a Gabriele Antonio Fratto.
Nel 2024 si ricandida per un secondo mandato sostenuto da una larga coalizione di centro-sinistra comprendente PD, AVS-Possibile-PSI, M5S e alcune liste civiche; viene rieletto al primo turno con il 65% dei voti.

## Controversie

### Polemica con Maria Edera Spadoni
Il 25 ottobre 2013 la deputata del Movimento 5 Stelle Maria Edera Spadoni lo accusa di un'aggressione fisica e verbale nei suoi confronti, chiedendo pertanto all'ufficio di presidenza della Camera di valutare l'episodio a fini disciplinari. In una nota, il deputato PD ha contestato la ricostruzione dei fatti, negando qualsiasi intento aggressivo ai danni della collega.
L'11 dicembre 2013 l'ufficio di presidenza della Camera ha preso atto del fatto che tra i due deputati ha avuto luogo un mero alterco verbale, disponendo altresì «in via eccezionale [...] di rendere disponibile sul sito internet la videoregistrazione di tale episodio in considerazione della risonanza mediatica che lo stesso ha avuto», in cui si vede il gesto del "toc toc" fatto sulla testa della deputata M5S e conseguentemente i commessi della Camera che trascinano via il deputato del PD. L'on. Lattuca, dopo aver espresso la propria soddisfazione per le conclusioni dell'ufficio di presidenza, ha avanzato la richiesta di pubbliche scuse nei suoi confronti da parte del deputato Giorgio Sorial per «aver dichiarato che avevo messo le mani addosso alla collega Spadoni».